# گیمسیس
گیمسیس (انگلیسی: Gamesys) شرکت سرگرمی بریتانیایی است، که در سال ۲۰۰۱ تأسیس شد.